# Orzęski

Schemat komórki orzęska: 1 – wodniczka tętniąca, 2 – kanał doprowadzający, 3 – wodniczka pokarmowa, 4 – makronukleus, 5 – mikronukleus, 6 – rzęska, 7 – zagłębienie okołogębowe, 8 – lejek, 9 – cytostom, 10 – cytopyge

Orzęski (Ciliata), dawniej wymoczki – typ organizmów z królestwa Protista, tradycyjnie zaliczany do protistów zwierzęcych. W nowszych systemach włączane wraz z niektórymi innymi pierwotniakami i glonami do supergrupy Chromalveolata.

## Budowa zewnętrzna
Nazwa grupy pochodzi od obecności bardzo licznych rzęsek, ułożonych wzdłuż ciała w charakterystyczne szeregi. Pelikula orzęsków ma bardzo złożoną strukturę i z tego powodu wodniczki nie mogą się tworzyć ani opróżniać w dowolnym miejscu. Orzęski mają więc „komórkowy otwór gębowy” (cytostom) i „komórkowy odbyt” (cytopyge). Są to obszary błony komórkowej, gdzie nie występują rzęski.
Wiele spośród orzęsków ma wyróżniony przód i tył ciała, wiele także strony brzuszną i grzbietową.
Rzęski służą do przemieszczania się lub napędzania pokarmu. U niektórych gatunków pęki ciasno ułożonych rzęsek tworzą silne i ruchome szczecinki, na których kroczą, np. małżynek, czyli stylonychia.

## Budowa wewnętrzna
Każdy orzęsek obdarzony jest dwoma jądrami: mikronukleusem (Min) i makronukleusem (Man). Mikronukleus jest jądrem diploidalnym, zwykle kulistym. Jest odpowiednikiem jądra komórkowego innych eukariontów. Zawiera całość informacji genetycznej komórki, nie zachodzi w nim jednak transkrypcja. Makronukleus zawiera w sobie wiele kopii niektórych genów komórki i jest transkrypcyjnie czynny. Zawiera w sobie 60–1500 razy więcej materiału genetycznego niż mikronukleus.

## Rozmnażanie

Etapy koniugacji u Paramecium caudatum

Orzęski rozmnażają się wyłącznie bezpłciowo, przez poprzeczny podział komórkowy. Podczas podziału mikronukleus ulega mitozie, a makronukleus przewęża się i jest dzielony pomiędzy komórki potomne, mniej więcej po połowie. Ich odrębność od innych protistów polega na tym że one jako jedyne przeprowadzają proces koniugacji z udziałem aparatu jądrowego.
U orzęsków występuje proces wymiany materiału genetycznego, zwany koniugacją, przy czym brak podziału organizmów na męskie i żeńskie. Przebieg koniugacji orzęsków:
1. Dwa organizmy tego samego gatunku spotykają się. Dochodzi do częściowego (brzeżnego) zlania cytoplazm.
2. Oba mikronukleusy ulegają mejozie. W każdej komórce trzy jądra potomne ulegają degeneracji.
3. Pozostałe jądra haploidalne ulegają mitozie.
4. Każda komórka przekazuje drugiej jedno ze świeżo powstałych, haploidalnych jąder.
5. Następują zapłodnienia i powstają dwa diploidalne mikronukleusy.
6. Orzęski się rozdzielają.
7. W każdym z nich makrenukleus ulega degradacji oraz zachodzą 3 mitozy mikronukleusa, dając w efekcie 8 jąder.
8. W każdej komórce 4 z 8 jąder powstałych na drodze mitozy zostaje przekształcone w makronukleusy. Podczas tego procesu wybrane geny są wielokrotnie kopiowane z mikronukleusa na makronukleus.
9. Koniugację kończy cytokineza (podział cytoplazmy) dająca w efekcie 4 identyczne komórki z pierwszego pantofelka i 4 identyczne z drugiego.

## Systematyka
Przykłady orzęsków:
- Rodzaj: pantofelki (Paramecium)
- Rodzaj: didinium
- Rodzaj: wirczyk
- Rodzaj: małżynek (Stylonychia)
- Rodzaj: Entodinium
- Aniceta tuberosa (sysydlaczek)